# ثونديريج

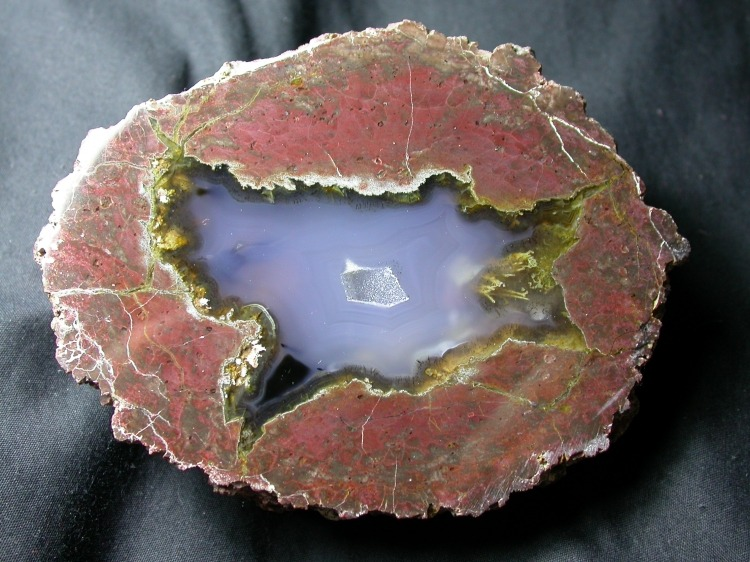
ثونديريج من صحراء بلاك روك في نيفادا

الثونديريج (أو بيضة ثونديريج) عِبارة عن صخرة تُشبه العقيدات، تُشبه الجيود (فجوات (أو قطع) صخرية مبطنة بالبلورات) الممتلئة، والتي تتكون داخل طَبقات الرماد البركاني الريوليت، ثونديريج هي كُرات خشنة، معظمها بِحجم كرة البيسبول على الرغم من أنها يمكن أن تتراوح من أكثر بقليل من سنتيمتر إلى أكثر من متر، وعادةً ما تحتوي على مراكز العقيق الأبيض التي قد تكون مكسورة تليها تُرسب العقيق أو اليشب أو الأوبال، إما بشكلٍ فردي أو مجتمعة، وكثيراً ما توجد أيضاً بِلورات الكوارتز والجبس، فضلاً عن العديد من الزيادات المعدنية والشوائب الأخرى، عادةً ما تبدو ثونديريج مثل الصخور العادية من الخارج، لكن تقطيعها إلى نصفين وصقلها قد يكشف عن أنماط وألوان معقدة وصعب حلها، مِن السمات المميزة لـثونديريج (مثل العقيق الآخر) يُمكن أن يختلف مظهر الأديم الفردي الذي أتو منه، على الرغم من أنها يمكن أن تحافظ على هوية محددة معينة داخلها.
ثونديريج ليس مرادفاً لأي من الجيود أو العقيق، الجيود هو مُصطلح بسيط لصخرة بها جوف، غالباً مع تكوين/ نمو بلورات، من ناحية أخرى فإن ثونديريج هُو جيولوجيا بنيوية محددة، قد يُشار إلى ثونديريج على أنه الجيود إذا كان به فراغ، ولكن ليست كل الجيود عِبارة عن الثونديريج لأنَ هناك العديد من الطرق المختلفة لتشكيل الجوف، وبالمثل فإن الثونديريج هو مُجرد أحد الأشكال التي يمكن أن يَتخذها العقيق.

## حادثة
تَم العثور على ثونديريج على مستوى العالم حيثُ تكون الظروف مثالية، في الولايات المتحدة، تُعد ولاية أوريغون واحدة من أَشهر مَواقع ثونديريج، وتعد أَلمانيا أيضاً مركزاً مهماً لعقيق الثونديريج (خاصة مواقع مثل إس تي إجيديان وجيلبيرج)، وتشمل الأماكن الأخرى المعروفة بوجود الثونديريج، إثيوبيا، بولندا، رومانيا، تركيا، المَكسيك، الأرجنتين، كندا، جَبل هاي وجَبل تامبورين، (أستراليا) وإيستريل ماسيف، وفَرنسا.

## تشكيل
لقد عُثر على الثونديريج في تدفقات حِمم الرِيوليت، التي تَتشكل في الحمم البركانية بِسبب الماء الذي يتخلل عبر الصخور المسامية التي تَحمل السيليكا في المحلول، تَصطف الرواسب وتَملأ التجويف، أولاً بمادة غامقة مصفوفة، ثم تذهب إلى النُواة الداخلية من العَقيق أو العقيق الأبيض، تأتي الأَلوان المختلفة من الاختلافات في المَعادن الموجودة في التربة والصخور التي انتقلت المياه من خلالها.

## تعينها صخرة دولية
في 30 مارس 1965، تم تصنيف ثونديريج على أنها صخرة ولاية أوريغون بقرار مُشترك من مجلس أوريغون التشريعي بينما يُمكن جمع رواسب ثونديريج من جميع أنحاء ولاية أوريغون، وتوجد أكبر الرَواسب في مقاطعات كروك، وجيرفرسون، ومالهير، وواسكو، وويلير، أكبر عَينة من الثونديريج في العالم، تزن 1.75 طن، موجودةَ في مُتحف رَايس نورث وِست للصخور والمَعادن في وِلاية أوريغون.

## عنوان تفسيري
يُقال إن الأُسطورة الأمريكية الأصلية تعتَبر الصخور هي بَيض طيور الثونديريج التي احتلت جبل هود وجبل جيفرسون ويقال أنَ أرواح الثونديريج مَوجودةٌ على الجبال وتَقذف «البيض» على كل شخص يَصعد الجَبل.

## صور

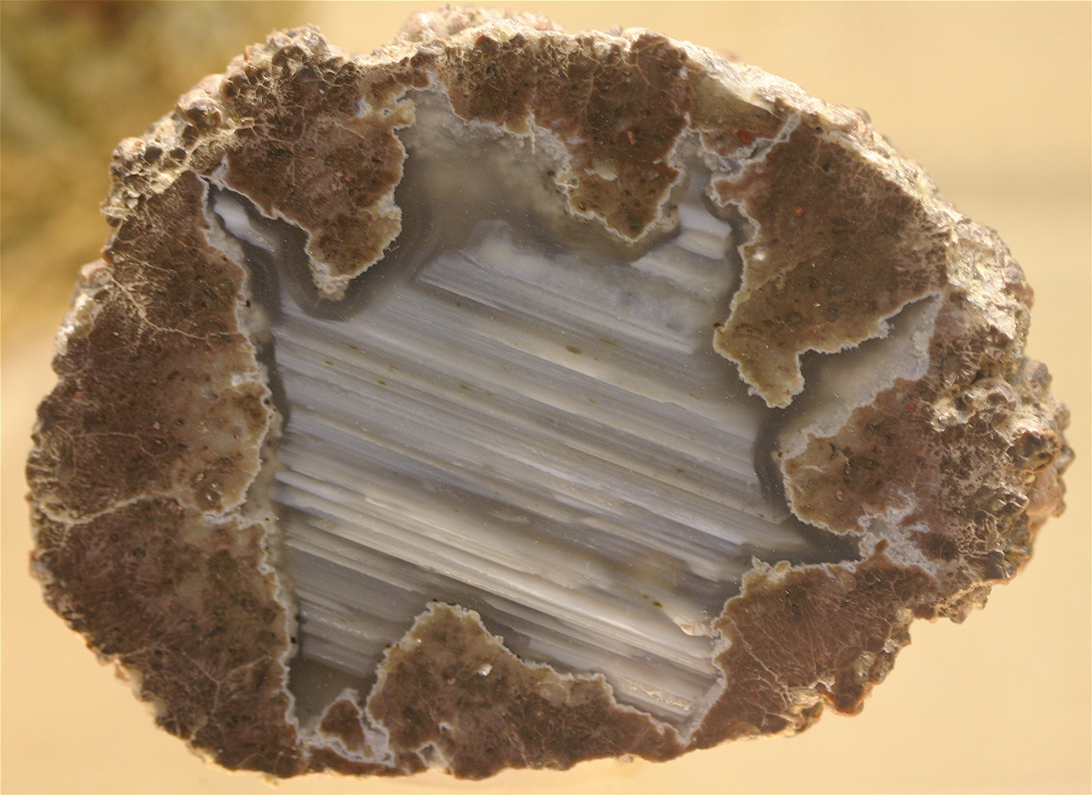
الثونديريج من ساكر كريك معروضة في مبنى الكابيتول بولاية أوريغون
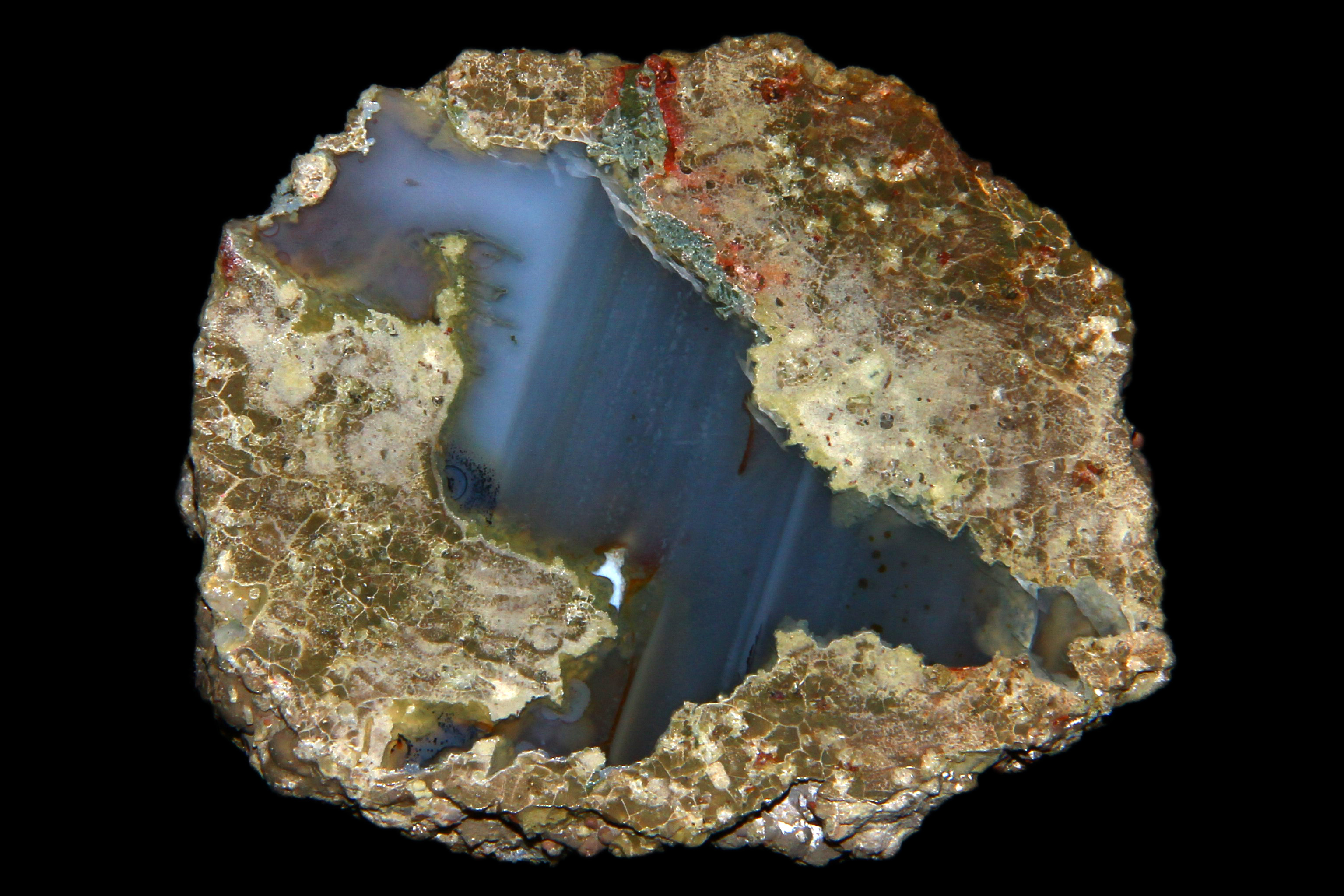
عقيق الثونديريج منفالن تري، أوريغون، الولايات المتحدة الأمريكية.
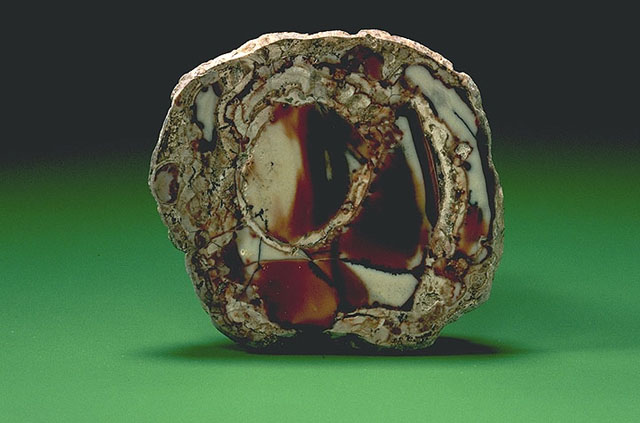
يشب الثونديرج من وايت فير سبرنغ، أوريغون
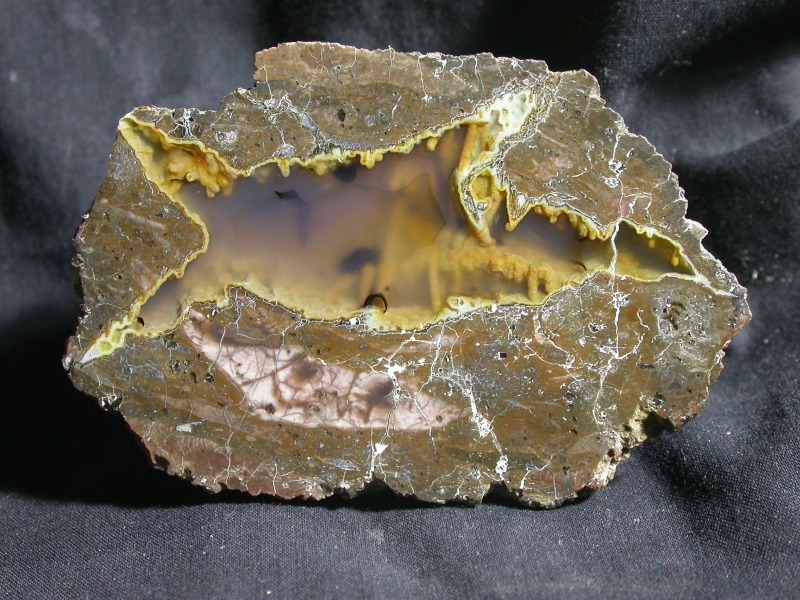
أفرند رانش ثونديرج من ولاية اوريغون
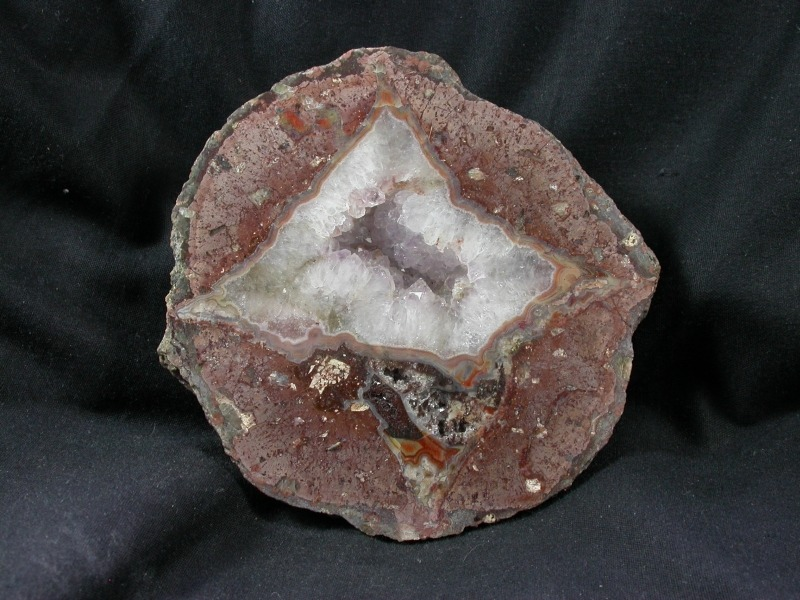
ثونديريج جيود من جالبرج، ألمانيا
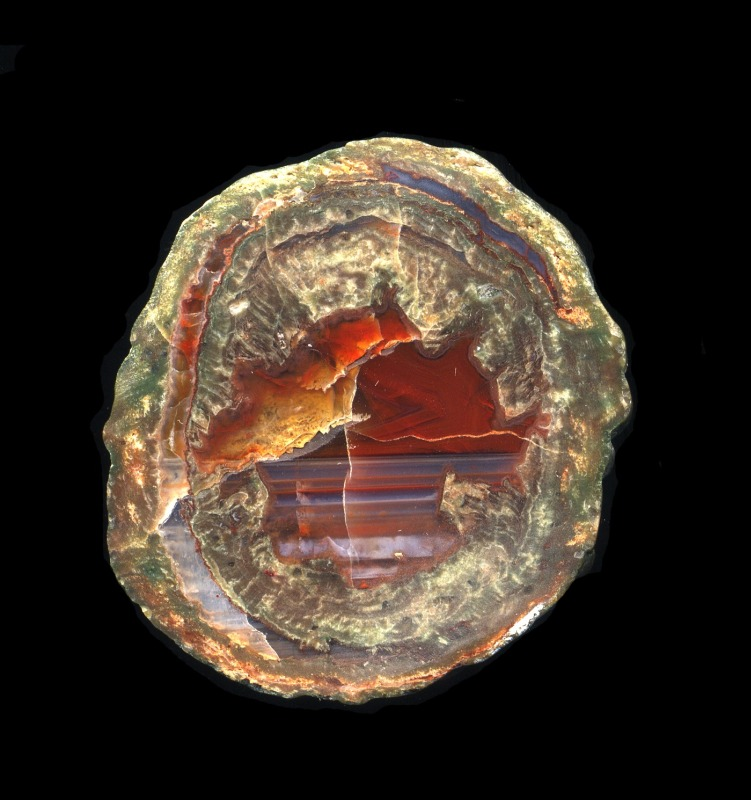
عقيق الثونديريج من جنوب فرنسا
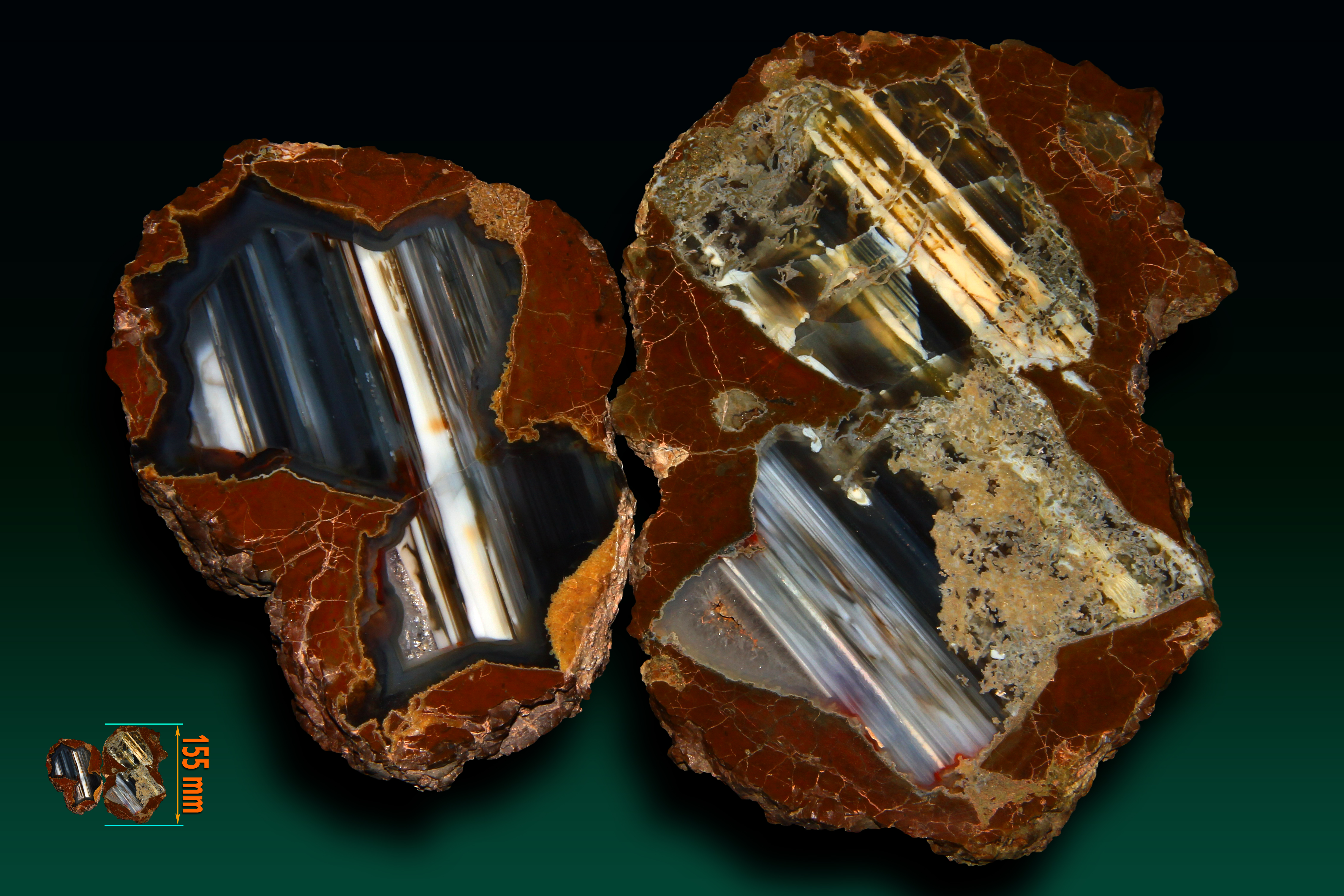
إثنان من نوع الثوندبريج من ريتشيردسون رانش (كانت تُعرف باسم برايدي رانش)، مدراس، أوريغون
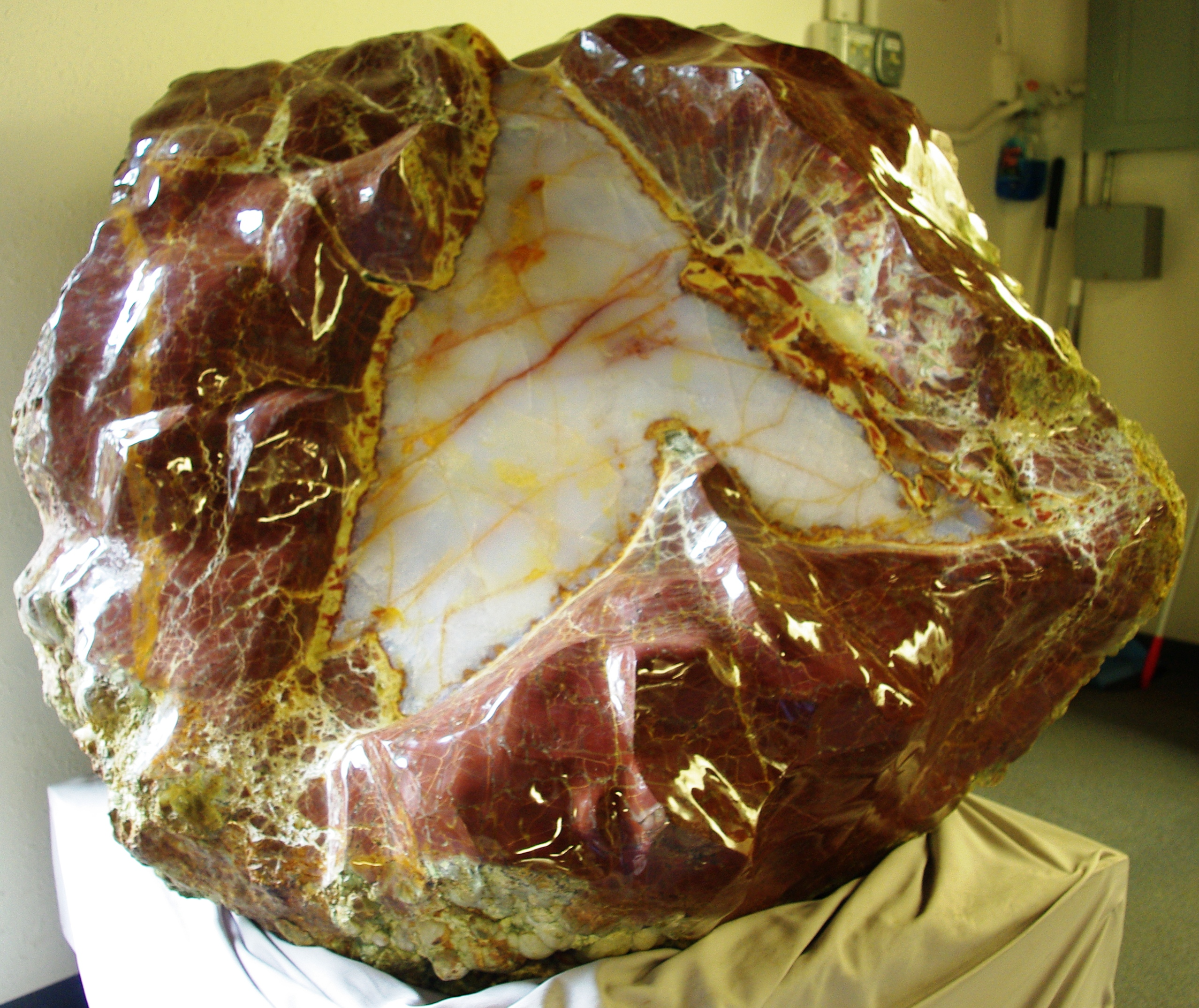
أكبر حجر كريم ممتلئ بالثونديريج في العالم، من أوبال بوت في ولاية أوريغون